# 楊名時
楊名時（中国語：Yáng Míng-Shí/和名：よう めいじ、1924年 - 2005年7月3日）は、中国山西省五台県古城村生まれで日本に帰化した武術家。
京都大学法学部政治学科卒業後、東京中華学校校長を経て、大東文化大学名誉教授、楊名時八段錦・太極拳を創始。
1960年頃より、日本で独自の太極拳の指導・普及に携わる。
日本健康太極拳協会（楊名時八段錦・太極拳友好会）を創立し自ら最高顧問を務めた。日本空手協会師範。
2005年7月3日逝去。享年80。

## 主な著作
単著
- 『太極拳—中国八億人民の健康体操—』1971年（文化出版局）
- 『T’AI-CHI CHU’AN』1974年（主婦の友社）
- 『ニイハオ中国語』1974年（明治書院）
- 『八段錦健康法太極拳入門』 1975年（グラフ社）
- 『写真版 太極拳』1975年（文化出版局）
- 『Illustrated Tai-Chi-Chuan for Health and Beauty(英語版 太極拳)』1976年（文化出版局）
- 『125歳まで生きられるー呼吸術“八段錦”の驚くべき秘密』1979年（青春出版社）
- 『太極拳の心 楊家八段錦・太極拳による深長呼吸法の神髄』1980年（海竜社）
- 『太極拳のゆとり 柔らかく静かに』1980年（文化出版局）
- 『太極拳のすすめ 健康即幸福への道』1984年（海竜社）
- 『NHKやさしい健康体操 太極拳』1984年（日本放送出版協会）
- 『気功の中の気功 八段錦』1991年（海竜社）
- 『気功の中の気功 気功太極拳24式』1992年（海竜社）
- 『楊名時の生きる心 動く心』1993年（海竜社）
- 『太極の道 中国五千年の生きる心と叡智』1995年（海竜社）
- 『楊名時の太極拳健康長寿法』1996年（海竜社）
- 『幸せを呼ぶ楊名時八段錦・太極拳』1999年（海竜社）
- 『太極 この道を行く』2001年（海竜社）
- 『傘寿記念<太極>巻頭文集』2004年（日本健康太極拳協会）中野完二編
- 『楊名時健康太極拳の真髄 心・息・動の訓え 』2005年（海竜社）

共著
- 『まさつと呼吸健康法』吉田誠三共著1977年（文化出版局）
- 『たのしい中国語』瀬戸口律子共編（明治書院）1978
- 『講談社スポーツシリーズ 太極拳―より美しくよりしなやかに―』渋谷麻紗共著 1982年（講談社）
- 『健康太極拳―心・息・動が導く生涯健康道―』吉利正彦共著1988年（海竜社）
- 『「気」の太極拳 美心健康法』渋谷麻紗共著 2003年（講談社）
- 『別冊NHKおしゃれ工房 楊名時の健康太極拳』楊慧共著 2004年（日本放送出版協会）
- 『ドクター帯津良一がすすめる 50歳からの楊名時健康太極拳』渋谷麻紗共著 2004年（海竜社）

編訳
- 『簡化太極拳』1970年（向陽社）

監修
- 『楊名時太極拳二十四式新しい太極拳入門テキスト』楊慧共監修 鈴木孝雄・佐藤佳代子著

1990年（フーコー）2004年（中国）東華大学出版社より 上海理工大学教授周鵬飛訳『八段錦与24式太極拳』として翻訳、出版。
- 『不老長生白鶴の舞 気功太極拳』監修 長岡隆司・帯津良一著 1990年（谷口書店）
- 『健康太極拳規範教程』監修 日本健康太極拳協会指導者育成委員会編 楊進・橋逸郎著 2000年（ベースボール・マガジン社）
- 『フィットネス太極拳―経絡を刺激して健康！爽快！―』楊慧著 2004年（高橋書店）
- 『レッスンDVDつき健康太極拳』楊慧著 2004年（成美堂出版）
- 『DVDで覚える シンプル太極拳』楊慧著 (新星出版)
- 健身気功新功法シリーズ
帯津良一共日本語監修 中国・国家体育総局健身気功管理センター編2004年（ベースボール・マガジン）
  - 『八段錦』橋逸郎訳
  - 『易筋経』楊進訳
  - 『五禽戯』津村喬訳
  - 『六字訣』林茂美訳